# 레히노 에르난데스
레히노 에르난데스 마르틴(스페인어: Regino Hernández Martín, 스페인어 발음: [reˈxino eɾˈnandeθ maɾˈtin], 1991년 7월 25일~)은 스페인의 전직 스노보드 선수로 주 종목은 크로스이다. 올림픽에 3회 참가했으며 2018년 동계 올림픽 남자 스노보드 크로스 경기에서 동메달을 획득했고 세계 선수권 대회에서 은메달 1개를 획득했다. 
그는 1992년 동계 올림픽 이후 26년 만에 동계 올림픽에서 메달을 획득한 스페인 선수이다.